# 愉园 (广州市)
愉园，位于中国广东省广州市番禺区南村镇南村村北街，现为广州市文物保护单位，类型为古建筑，公布时间为1993年8月。
愉园的历史年代为清代。